# Боголин
Боголѝн (старо название: Боболинъ) е село в Югозападна България. То се намира в община Сатовча, област Благоевград.

## Население

### Етнически състав
Преброяване на населението през 2011 г.
Численост и дял на етническите групи според преброяването на населението през 2011 г.:
|                     | Численост |
| Общо                | 418       |
| Българи             | 89        |
| Турци               | 6         |
| Цигани              | -         |
| Други               | -         |
| Не се самоопределят | -         |
| Помаци              | 321       |

## География
Село Боголин се намира в Западните Родопи, на няколко километра от гръцката граница. Разположено е в долината на река Бистрица между селата Абланица и Вълкосел. То попада в историко-географската област Чеч.

## История
Според Йордан Заимов името Боболин е вероятно от *Боболяне, от местното име *Бобол, диалектното боболи „царевеца“.
Преданието за основаването на селото разказва, че Боголин води началото си от съседното село Вълкосел. Според него във Вълкосел живеел човек с прозвище Чумаря, който избягва оттам и се заселва на това място. Затова, че избягал оттам, е наречен Бегалин Чумар и така дава името на селището. Според друго предание, името на селото произлиза от някой си „бог Лин“.
В XIX век Боголин е мюсюлманско село в Неврокопска каза на Османската империя. В „Етнография на вилаетите Адрианопол, Монастир и Салоника“, издадена в Константинопол в 1878 година и отразяваща статистиката на населението от 1873 година, Боболина (Bobolina) е посочено като село с 12 домакинства и 28 жители помаци. Съгласно статистиката на Васил Кънчов („Македония. Етнография и статистика“) към 1900 година Боголин (Боболинъ) е българо-мохамеданско селище. В него живеят 65 българи-мохамедани в 13 къщи. Според Стефан Веркович към края на XIX век Боголин има мюсюлманско мъжко население 40 души, което живее в 12 къщи.
През 1899 година селото има население 158 жители според резултатите от преброяване населението на Османската империя. Според Димитър Гаджанов в 1916 година в Абланица, Боголин и Крибул живеят 1692 помаци.

## Обществени институции
В селото има основно училище, което се казва „Св. Паисий Хилендарски“. То е открито на 15 септември 1926 година. Първият учител в селото е Ангел Стефанов Стойлков от село Узем. След него пристигат Апостол Василев Георгиев от Петрич, Костадин Георгиев Денев, Георги Петков Панайотав и други. През същата година е избрано училищно настоятелство, което осигурява класни стаи, снабдява го с учебници, шкафове, сметало и принадлежности. Имайки предвид наскорошното насилствено покръстване, населението по това време се отнасяло твърде презрително към училището, а на учителя се е гледало като на „враг“ на населението. С течение на времето започнали да приемат училището и да променят отношението си към него. От 1970 до 1990 година директор на училището е Георги Николов Попов. От 1990 година директор е Красимир Недков Даутев от Боголин. През 1993 година училището е преобразувано от начално в основно. През 1994 година училището е преименувано от „Отец Паисий“ на „Св. Паисий Хилендарски“.

## Личности
- Емил Бисеров Юруков – бивш народен представител в XXXVI народно събрание от листата на СДС.